# Marcinów (gmina Zadzim)
Marcinów – wieś w Polsce, położona w województwie łódzkim, w powiecie poddębickim, w gminie Zadzim.
| SIMC    | Nazwa | Rodzaj    |
| ------- | ----- | --------- |
| 0720556 | Odwet | część wsi |

W latach 1975–1998 miejscowość należała administracyjnie do województwa sieradzkiego.
Na końcu wsi znajduje się „podwójny krzyż” – oznacza on podwójne cierpienie ludności podczas wojny.